# Manuel Tenenbaum
Manuel Tenenbaum (Montevideo, 1934 - Ib., 2 de febrer de 2016) va ser un professor, historiador, filantrop i activista jueu uruguaià. Entre 1978 i 2007 va ser director executiu del Congrés Jueu Llatinoamericà, branca del Congrés Jueu Mundial. Va escriure nombrosos llibres i articles sobre història jueva.

## Biografia
Va néixer el 1934 a Montevideo, Uruguai, i els seus pares eren jueus immigrants de Polònia. Gairebé la resta de la seva família resident a Polònia va morir víctima del nazisme.
Com a educador, va ser professor en secundària i de seminari universitari, director d'un liceu d'ensenyament secundari a Montevideo i també va dirigir un institut de formació per a docents jueus. Va ser autor de diversos llibres i assajos sobre història jueva.
Va presidir el capítol uruguaià de la B'nai B'rith entre 1972 i 1974, primer president del Consell de la Joventut Jueva Llatinoamericana, president del Comitè Central Jueu d'Uruguai entre 1976 i 1978 i director executiu del Congrés Jueu Llatinoamericà, branca del Congrés Jueu Mundial, entre 1978 i 2007.
Entre altres reconeixements a la seva tasca, al maig de 2005 va rebre el premi AMIA.
Va morir l'1 de febrer de 2016 a Montevideo, als 81 anys. Va ser sepultat en el cementiri Israelita de la Paz de la ciutat de La Paz, departament de Canelones.

## Obres
- Sionismo: a cien años de Herzl (Organització Sionista de l'Uruguai, 2004)
- Talmud y derecho (Facultat de Dret (Universitat de la República): Fundació de Cultura Universitària, 2005)